# Henrik Sass Larsen

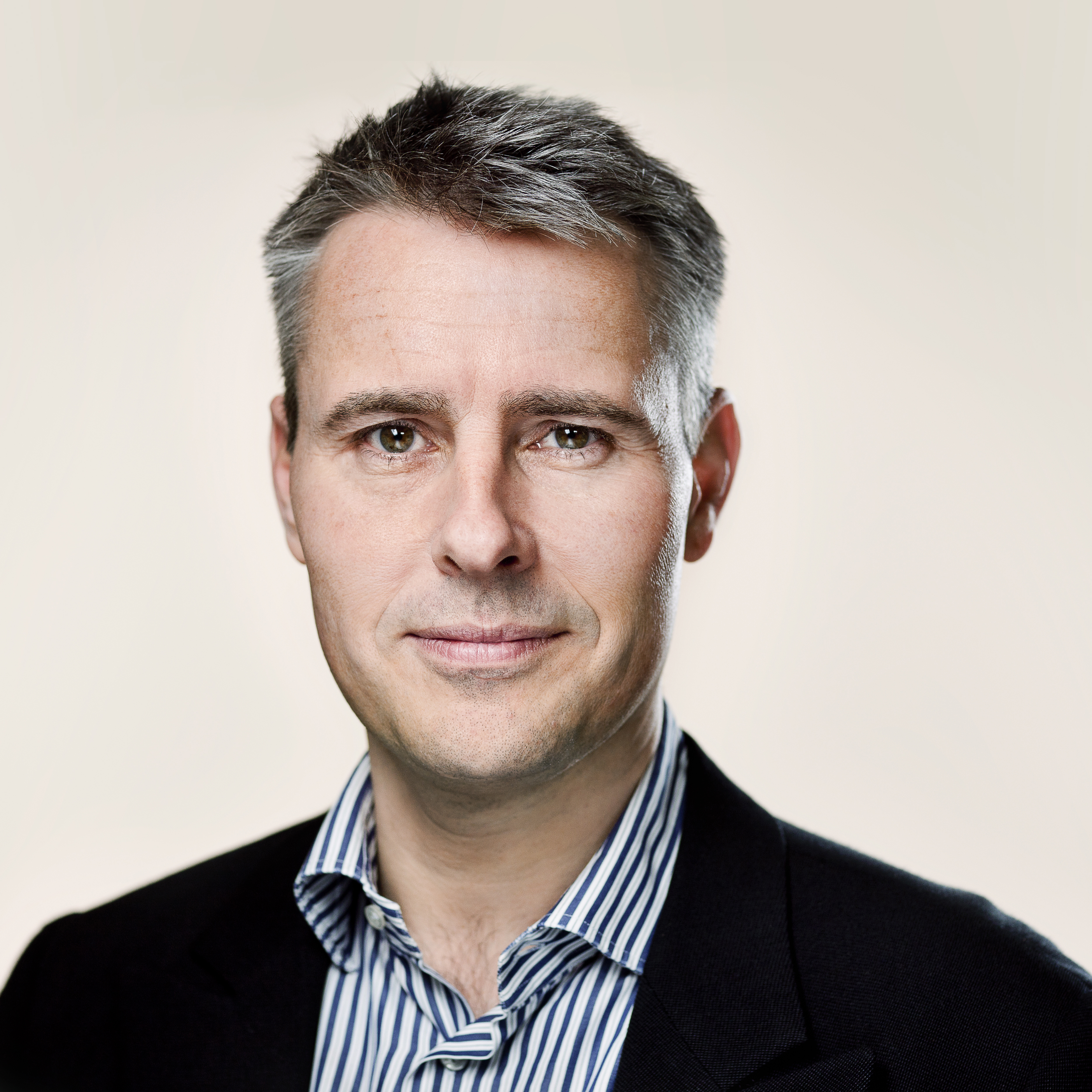
Henrik Sass Larsen, 2011

Henrik Sass Larsen (* 29. Mai 1966 in Virum, Dänemark) ist ein dänischer sozialdemokratischer Politiker und war Minister für Industrie und Wachstum in der Regierung Thorning-Schmidt II. Gegenwärtig ist er Fraktionsvorsitzender der sozialdemokratischen Fraktion im Folketing.

## Leben
Sass Larsen stammt aus einfachen Verhältnissen und wuchs bei seiner Mutter, einer Kaufhaus-Kassiererin, in Høje Taastrup auf. Im Alter von zwölf Jahren wurde er in ein Kinderheim eingewiesen, da sein Stiefvater ihn misshandelt haben soll.
Nach drei Jahren nahmen ihn die Eltern eines Klassenkameraden zur Pflege auf. Als 16-Jähriger trat er aus Protest gegen konservative Klassenkameraden der dänischen sozialdemokratischen Jugendorganisation DSU bei. 1992 wurde Sass Larsen Vorsitzender der DSU, 1996 löste ihn Morten Bødskov ab.
In den späten 1990er Jahren war Sass Larsen beim Kommunikationsbüro Rostra A/S beschäftigt, das die Parteien des bürgerlichen Lagers beriet. Unter anderem wurden Kampagnen für die spätere konservative Außenministerin Lene Espersen ausgearbeitet. 2001 verließ er das Unternehmen, das ein Jahr später Konkurs anmeldete. Untersuchungen zeigten, dass Sass Larsen grobe Fehler in der Buchführung unterlaufen waren.
Am 20. November 2001 wurde Sass Larsen für die Sozialdemokraten ins Folketing gewählt. Die Partei musste sich dem bürgerlichen Lager geschlagen geben. Sass Larsen gehörte zu einem Kreis junger Parteimitglieder, die Helle Thorning-Schmidt unterstützten. Nachdem sie 2005 Parteichefin wurde, wurde Sass-Larsen zum Vize-Fraktionschef seiner Partei ernannt. Zudem übernahm er das Amt des finanzpolitischen Sprechers. 2006 wurde er nach dem Rücktritt von Lotte Bundsgaard Fraktionssprecher. Während des Wahlkampfes 2007 wurde Sass Larsen vom rechtsliberalen Abgeordneten Jens Rohde beschuldigt, Interna aus der Führungsriege der Sozialdemokratie an seine, Rohdes, Partei Venstre weitergegeben zu haben.
Nach der erneuten Wahlniederlage der Sozialdemokratie 2007 galt Sass Larsen als Mit-Architekt des neuen Bündnisses seiner Partei mit den Volkssozialisten. Nach dem Wahlsieg des Bündnisses aus Sozialdemokraten, Volkssozialisten und Sozialliberalen 2011 war Sass Larsen als Finanzminister vorgesehen. Doch der Politiker scheiterte an einer Sicherheitsüberprüfung des dänischen polizeilichen Geheimdienstes, PET. Grund war sein Kontakt zu einem der führenden Mitglieder der Rockerbande Bandidos. Auf Druck Sass Larsens veröffentlichte das dänische Justizministerium die Unterlagen des PET, die zu der Ablehnung geführt hatten. Führende Politiker beider Lager kritisierten daraufhin die Entscheidung des Geheimdienstes als nur vage begründet.
Derart rehabilitiert wurde Sass Larsen am 9. Mai 2012 zum Fraktionsvorsitzenden der Sozialdemokraten gewählt. Am 9. August 2013 übernahm er im Zuge einer Ministerrochade den Posten des Industrie- und Wachstumsministers von Annette Vilhelmsen. Er gehört damit der Regierung Helle Thorning-Schmidt II an.
Nach der Wahl im Juni 2019 gehörte er dem Kreis derjenigen Sozialdemokraten an, die über eine Regierungsvereinbarung mit anderen Parteien verhandelten. Von den Medien wurde er als potenzieller neuer Finanzminister gehandelt und auch er äußerte den Wunsch, Finanzminister zu werden. Am 10. Juni 2019 gab er jedoch bekannt, sich aufgrund von Depressionen auf unbestimmte Zeit krankgemeldet zu haben, weshalb er keinen Ministerposten übernehmen werde und aus den Verhandlungen ausstieg. Bereits im Februar des Jahres gab er bekannt, dass er an Depressionen litt.
Privat lebt Henrik Sass Larsen in Scheidung. Er ist Vater einer 1999 geborenen Tochter.

## Auszeichnungen
- 2013: „Ting-Prisen“ für die besondere Fähigkeit, die eigene Politik zu vermitteln

## Bibliographie
- En europæisk utopi (Co-Autor, 1994)
- Tilbage til Friheden (Co-Autor, 1996)